# Casino Sociedad Deportiva Arzúa
El Casino Sociedad Deportiva Arzúa es un equipo de fútbol español del municipio gallego de Arzúa, en la provincia de La Coruña. Fundado en 1967, milita en la temporada 2023-24 en el Grupo I de la Tercera Federación. 

## Historia
El club fue fundado en agosto de 1967. Consiguió su primer ascenso a Tercera División en mayo de 2019.

## Estadio
Disputa sus partidos como local en el Municipal de O Viso, con capacidad para 2.000 espectadores.

## Datos del club
- Temporadas en 1.ª: 0
- Temporadas en 2.ª: 0
- Temporadas en 2ªB: 0
- Temporadas en 3.ª: 4
- Mejor puesto en liga: 6.º (3.ª, temporada 2019/20)

| Temporada | Nivel | Categoría      | Puesto |
| --------- | ----- | -------------- | ------ |
| 2010/11   | 7     | 2.ª Autonómica | 6.º    |
| 2011/12   | 7     | 2.ª Autonómica | 1.º    |
| 2012/13   | 6     | 1.ª Autonómica | 6.º    |
| 2013/14   | 6     | 1.ª Autonómica | 2.º    |
| 2014/15   | 5     | Preferente     | 10.º   |
| 2015/16   | 5     | Preferente     | 3.º    |
| 2016/17   | 5     | Preferente     | 9.º    |
| 2017/18   | 5     | Preferente     | 7.º    |
| 2018/19   | 5     | Preferente     | 2.º    |
| 2019/20   | 4     | 3.ª            | 6.º    |
| 2020/21   | 4     | 3.ª            | 13.º   |
| 2021/22   | 5     | 3.ªRFEF        | 11.º   |
| 2022/23   | 5     | 3.ªRFEF        |        |